# 부루쇼인
부루쇼인(Burusho, 부루샤스키어: بُرُشݸ burúśu)은 파키스탄 북동부의 카라코람산맥 훈자 계곡에 살고 있는 소수 민족이다. 이들은 주로 이스마일파 이슬람교를 믿고 있다.

## 역사
이들의 명확한 기원은 알려진 바가 없다. 일부 학자들은 이들이 인도 북서부의 원주민이었으나 기원전 1800년 전후의 인도아리아인의 이주 당시 높은 산지대로 밀려났다고 추정해 왔다. 영국령 인도 제국 통치 당시에는 훈자라고 하는 번왕국이 있었다.

## 언어
이들이 사용하는 언어인 부루샤스키어는 아직 친족관계가 밝혀지지 않은 고립어이다. 20세기말에 이들의 수는 대략 6만명이었다.
부루샤스키어에서 갈라져 나온 시나어와 와흐어 (또는 고잘어)는 훈자계곡에서 사용된다. 와흐족들은 중국과 아프가니스탄에 접해 있는 훈자 북동부(고잘로 알려져 있기도 함)에 살고 있다. 그리고 와흐족들은 중앙아시아의 와한과 바다흐샨에서 왔다고 한다. 시나어 사용자들은 훈자 남동부에 살고 있다. 그들은 칠라스, 길기트, 그리고 파키스탄의 다른 시나어 사용 지역에서 왔다.

## 같이 보기
- 훈자 계곡
- 칼라쉬인
- 발률

## 참조
- 부루쇼 음악